# آلفونسو نریو
آلفونسو نجرو (به ایتالیایی: Alfonso Negro) بازیکن فوتبال و اهل ایتالیا است که از سال ۱۹۳۶ میلادی عضو تیم ملی فوتبال ایتالیا بوده و در ۱ بازی ملی حضور داشته‌است. او در بازی‌های ملی‌اش ۱ گل به ثمر رساند.
آلفونسو نجرو آخرین بازی ملی خود را در سال ۱۹۳۶ میلادی انجام داد.

## بازی های ملی
او در المپیک تابستانی 1936 برای تیم ملی فوتبال ایتالیا انجام داد که او در مقابل تیم ملی فوتبال نروژ گل زد و یک مدال طلا گرفت.